# Weltanschauungsgemeinschaft
Eine Weltanschauungsgemeinschaft ist ein Zusammenschluss von Menschen zum Zwecke der gemeinschaftlichen Pflege einer Weltanschauung.

## Rechtliche Situation in Deutschland
Die Religions- und Weltanschauungsfreiheit überlässt es dem oder der Einzelnen, seine oder ihre Weltanschauung frei zu wählen. Dies ist als zentrales Menschenrecht anerkannt.
Artikel 137 Absatz 7 der Weimarer Reichsverfassung, der gemäß Art. 140 GG zusammen mit den übrigen Artikeln der Weimarer Religionsgesetzgebung in das Grundgesetz für die Bundesrepublik Deutschland übernommen wurde, nennt neben Religionsgesellschaften auch Vereinigungen, „die sich die gemeinschaftliche Pflege einer Weltanschauung zur Aufgabe machen“. Auf dieser Grundlage wird im deutschen Verfassungsrecht zwischen Weltanschauungsgemeinschaften einerseits und Religionsgemeinschaften („Religionsgesellschaften“) andererseits unterschieden.
Weltanschauungsgemeinschaften sind demnach Vereinigungen zur Pflege einer gemeinsamen Weltanschauung, die keine anerkannten Religionsgemeinschaften sind. Als Weltanschauungsgemeinschaften sind insbesondere nichtreligiöse Gruppierungen wie der Humanistische Verband Deutschlands (HVD) und der Bund für Geistesfreiheit (bfg) anerkannt. Auch die im Dachverband freier Weltanschauungsgemeinschaften versammelten Organisationen, die zum Teil auch religiöse Weltanschauungen vertreten, verstehen sich als Weltanschauungsgemeinschaften; zudem ordnet das Statistische Jahrbuch des Amts für Statistik Berlin-Brandenburg die Unitarische Kirche als Weltanschauungsgemeinschaft ein.
Als Weltanschauungsgemeinschaft gilt hierbei „ein Zusammenschluss von Personen, der ein Minimum an organisatorischer Binnenstruktur aufweist, im Sinne der Gewähr der Ernsthaftigkeit auf Dauer angelegt ist und von einem sich nach außen manifestierenden gemeinsamen und umfassenden weltanschaulichen Konsens der Mitglieder getragen und dieser Konsens – soweit es um die Gemeinschaft als solche geht – nach außen bezeugt wird“.

Unter bestimmten Voraussetzungen kann eine Weltanschauungsgemeinschaft in Deutschland den Status einer Körperschaft des öffentlichen Rechts erhalten. Diesen besitzen z. B. mehrere Landesverbände im Humanistischen Verband Deutschlands und auch der Bund für Geistesfreiheit Bayern. In der Landesverfassung von Nordrhein-Westfalen (Art. 12 Abs. 2 und 3) sind neben religiösen Bekenntnisschulen auch Weltanschauungsschulen vorgesehen, zu denen die bekenntnisfreien Schulen gehören, an denen ein bekenntnisgebundener Religionsunterricht nicht vorgesehen ist, und wo Kinder stattdessen nach den Grundsätzen der betreffenden Weltanschauung unterrichtet und erzogen werden. Im statistischen Bericht über das Schulwesen in dem Bundesland war für das Jahr 2018 erstmals eine als Weltanschauungsschule geführte Grundschule mit 17 (2019: 25) Schülern genannt. Dabei handelt es sich um eine Grundschule der katholisch-traditionalistischen Priesterbruderschaft St. Pius X., die sich auf diese Weise der nach Art. 7 Abs. 3 GG grundsätzlich vorgesehenen Beaufsichtigung ihres Religionsunterrichts durch die römisch-katholische Kirche entzieht, deren Lehren sie zum Teil ablehnt.

## Rechtliche Situation in Österreich
In Österreich werden Weltanschauungsgemeinschaften nicht als Körperschaften des öffentlichen Rechts, so wie es für Religionsgemeinschaften vorgesehen ist, anerkannt. Weltanschauungsgemeinschaften müssen sich als Vereine konstituieren. Rechte und Förderungen sind damit nicht dieselben wie für Religionen.
Am 30. Dezember 2019 hat die Atheistische Religionsgesellschaft in Österreich (ARG) einen Antrag auf Eintragung als „religiöse Bekenntnisgemeinschaft“ gestellt; die Bearbeitung dieses Antrags ist noch nicht abgeschlossen. Würde dem Antrag der ARG stattgegeben, hieße dies, dass die Behörden den Begriff der Religion im österreichischen Recht so weit auffassen, dass er auch Gemeinschaften wie die ARG umfasst, die nach herkömmlicher Terminologie Weltanschauungsgemeinschaften sind. Bei Erfüllung der weiteren Voraussetzungen könnte die ARG dann später auch den Status einer Körperschaft des öffentlichen Rechts erwerben.

## Rechtliche Situation in anderen Ländern
Die belgische Verfassung sieht seit 1993 „durch Gesetz anerkannten Organisationen“ vor, „die moralischen Beistand aufgrund einer nichtkonfessionellen Weltanschauung bieten“ (Art. 181 § 2) und deren Amtsträger daher wie die Geistlichen der anerkannten Religionsgemeinschaften („Kulte“) vom Staat besoldet werden. Auf dieser Grundlage wurde die Freigeistige Weltanschauungsgemeinschaft gesetzlich anerkannt.
In Norwegen können Weltanschauungsgemeinschaften („livssynssamfunn“, wörtlich übersetzt „Lebensanschauungsgesellschaften“) dieselbe staatliche Förderung erhalten wie Religionsgemeinschaften; so bezuschusste Weltanschauungsgemeinschaften können dann wie Religionsgemeinschaften das Recht erwerben, Eheschließungen mit bürgerlicher Wirkung vorzunehmen, wovon insbesondere die Weltanschauungsgemeinschaft „Human-Etisk Forbund“ Gebrauch gemacht hat.